# Arroyo Naranjo
El municipio de Arroyo Naranjo representa el 11 % del total del territorio de la provincia de La Habana, Cuba. Tiene una extensión territorial de 83 km², que abarca 8225 ha de tierras de las cuales dedica el 36 % a uso agrícola, y el resto a otras actividades no agrícolas, de este el 27 % son tierras no aptas y el 7 % está ocupado por agua.
Reside en él una población estimada de 204, 434 habitantes en 2017. De ellos, un 52 % son mujeres para una densidad poblacional de 2300 hab./km²

## Reseña histórica
Fundado en 1845, se convirtió pronto en pueblo de tránsito de pasajeros y mercancías entre La Habana y Santiago de las Vegas. Sus aguas medicinales de El Cacahual comenzaron a ser muy populares y atrajo a público que en un principio no era muy numeroso por el pobre sistema de carreteras. Abundante en canteras de piedra de San Miguel, devino importante con el auge constructivo en la expansión de La Habana en la época republicana y, con el crecimiento de la urbe y el pueblo vecino de Jesús del Monte, Arroyo Naranjo fue absorbido y pasó a ser parte integrante de San Cristóbal de La Habana. Con la división político-administrativa de 1976, Arroyo Naranjo se disgregó de La Habana para convertirse en municipio de la nueva provincia de Ciudad de La Habana.

## Atracciones
Las actividades culturales comunitarias muestran buenos avances y se destacan en estas el trabajo que realiza la Biblioteca Municipal “Manuel Cofiño” así como las tres Casas de la Cultura. Cuenta Arroyo Naranjo con la Galería José Cecilio Hernández Cárdenas (Her-Car) y posee seis cines, tres salas de video y varias discotecas.
Se encuentran en el territorio otras instalaciones que le dan prestancia y constituyen un orgullo para este municipio y sus pobladores:
EXPOCUBA (Exposición permanente del Desarrollo Económico y Social de la República de Cuba) el recinto ferial más grande de la isla. Sede de eventos, congresos, exposiciones transitorias y reuniones de diversa índole, así como sede permanente de la Feria Internacional de La Habana, el mayor encuentro comercial que se realiza en Cuba y en América Latina.
Parque Lenin cuya característica principal es la multiplicidad de expresiones del arte y la literatura, ofrece, a través de sus extensas áreas culturales, recreativas y deportivas, el contacto entre el hombre y la naturaleza. Es el mayor de los complejos recreativos cercano a la ciudad y uno de los purificadores naturales con los que cuenta la capital cubana.
Jardín Botánico, institución educativa, científica y recreativa, centro de exposición natural con más de 600 ha de verde y variada vegetación, que muestra lo más representativo de la flora tropical de Cuba, América, Asia, África, Australia y Oceanía.

## División político-administrativa interna
Arroyo Naranjo está integrado por 10 Consejos Populares: Callejas, Calvario-Fraternidad, Eléctrico (Ciudad de La Habana), Güinera, Los Pinos, Managua, Mantilla, Párraga, Poey y Vïbora Park.

## Demografía
- Población: 183 517 (mujeres 52 %)
- Densidad Poblacional: 2336 hab./km²

## Educación
Existen 117 centros de educación general, 54 escuelas de enseñanza primaria y 17 escuelas de enseñanza secundaria. Para los más pequeñitos cuenta el municipio con 21 círculos infantiles y 15 jardines de la infancia. Existen dos institutos politécnicos y cuatro centros de educación especial (lenguaje, retraso, retardo y conducta): Hay cuatro centros de educación de adultos y una escuela de idiomas y dos escuelas de oficios.

### IPVCE Vladimir Ilich Lenin
En este territorio radica el Instituto Preuniversitario Vocacional de Ciencias Exactas Vladimir Ilich Lenin, un centro escolar preuniversitario de alto rendimiento situado en la provincia de La Habana, Cuba. La escuela es uno de los centros educacionales públicos más prestigiosos de América Latina. El centro recibe cada año aproximadamente 500 estudiantes. La escuela está situada en las afueras de la ciudad, en el municipio cubano de Arroyo Naranjo, y abarca un área aproximada de 3 km².

#### Inicios
El centro fue inaugurado el 31 de enero de 1974 por el entonces Presidente cubano Osvaldo Dorticós Torrado, el Primer ministro cubano Fidel Castro, y Leónidas Brézhnev, jefe de Estado de la Unión de Repúblicas Socialistas Soviéticas, (la URSS), con el objetivo de crear un centro de alto rendimiento para los alumnos destacados de la provincia de La Habana, y la Isla de la Juventud.

#### Internado
El régimen de permanencia consiste en becas, y los alumnos permanecen en el centro en régimen de internado durante toda la semana. El sistema de pase es salir de la escuela los viernes, y la entrada es siempre los lunes, salvo en casos excepcionales. Luego de graduarse como bachiller, se le permite al alumno optar por carreras universitarias, preferentemente de corte científico, sin que esto invalide otras opciones de continuidad de los estudios.

#### Estructura
La escuela tiene una longitud de 1 km aproximadamente, desde el edificio de los profesores, hasta el almacén. La escuela está formada por cuatro unidades docentes, cada una de estas unidades tiene una matriculación que oscila entre 500 y 700 estudiantes aproximadamente. La escuela tiene un consejo de administración, situado en el centro de la escuela. La escuela depende del ministerio de educación. El centro tiene más de 3000 estudiantes matriculados. El consejo de dirección está compuesto por el director ejecutivo, el subdirector educativo, el subdirector docente, el subdirector de formación profesional, la secretaria docente, el comisario político del Partido Comunista de Cuba (PCC), el delegado de la Unión de Jóvenes Comunistas (UJC), el jefe del departamento de Humanidades, y el jefe del departamento de Ciencia. Los dormitorios están agrupados por bloques y habitaciones.

#### Instalaciones deportivas y culturales
La escuela también cuenta con un gimnasio, dos piscinas, aunque actualmente solo una piscina se encuentran en uso, el centro posee numerosas áreas deportivas, (pista de atletismo, canchas de baloncesto y voleibol, terrenos de fútbol y de béisbol). El centro dispone de una sala de cine, un anfiteatro, y un teatro para representar montajes, ensayos, bailes y obras dramáticas.

## Salud
Arroyo Naranjo cuenta con una red hospitalaria que brinda sus servicios a los residentes en el municipio pero también a los habitantes de los territorios aledaños y a la Provincia de La Habana.
Posee cuatro hospitales: Hospital Pediátrico Ángel A. Aballí, Complejo Hospitalario Julio Trigo y el Hospital Psiquiátrico 27 de noviembre conocido por La Quinta Canaria; el Hogar Psicopedagógico La Castellana, un hospital de día, dos clínicas estomatológicas (con cinco departamentos en distintos barrios y siete departamentos de atención escolar), tres hogares maternos. La atención médica y preventiva se brinda a través de 7 policlínicos y 285 consultorios del médico de la familia.

## Geografía
- Latitud: 23°3′0″ N
- Longitud: 82°13′0″ O
- Superficie: 83 km²